# Église réformée de Orașul de Jos de Cluj
L'Église réformée calviniste de la Ville d'en Bas (en hongrois Alsóvárosi református templom, en roumain Biserica Reformată-Calvină din Orașul de Jos) de Cluj/Kolozsvár, connue aussi sous le nom de L'Église réformée aux deux tours (en hongrois Kétágú templom, en roumain Biserica Reformată cu două turnuri), est située 41, Bd. 21 Decembrie. 
La paroisse est membre de l'Église réformée de Roumanie. 